# واخوردگی گردن
به دسته‌ای از آسیبهای گردن گفته می‌شود که در پی حرکت تند و تازیانه‌وار گردن به پیش و پس، و کشیدگی گردن به ویژه در تصادفهای رانندگی پیش می‌آید .